# Gilbert Moses
Pour les articles homonymes, voir Moses.
Gilbert Moses III, né le 20 août 1942 à Cleveland, Ohio, et mort le 15 avril 1995 à New York, est un metteur en scène et réalisateur américain pour le cinéma et la télévision.

## Biographie
Gilbert Moses est le fondateur de la Free Southern Theater Company. Cette compagnie est l'une des compagnies pionnières du théâtre afro-américain. En 1971, il fait ses débuts en tant que metteur en scène à Broadway dans Ain't Supposed to Die a Natural Death. Cette pièce lui permet d'obtenir une nomination aux Tony Award et Drama Desk Award pour la mise en scène. En 1976, il fait équipe avec George Faison  pour une comédie musicale au théâtre de Alan Jay Lerner-Leonard Bernstein : c'est un échec et les représentations s'arrêtent après sept éditions.
Il obtient (hors Broadway) un Obie Award pour Slave Ship de Amiri Baraka en 1969 et un New York Drama Critics' Circle Award pour The Taking of Miss Janie en 1975. 
Parmi ses réalisations en télévision, on peut citer : Benson (série télévision), Ghostwriter (série télévision), The Paper Chase (en), Law & Order, ainsi que des épisodes de la mini-série Roots.
Au cinéma, on lui doit Willie Dynamite (en) (1974) et The Fish That Saved Pittsburgh (1979).

## Vie privée
Moses a été marié à Denise Nicholas, Wilma Butler et Dee Dee Bridgewater et a deux filles : Tsia et China.